# Petr Hořava
Petr Hořava (ur. 1963 w Prościejowie) – czeski teoretyk teorii superstrun. Jest profesorem fizyki na Uniwersytecie Kalifornijskim w Berkeley, gdzie prowadzi kursy kwantowej teorii pola i teorii strun. Hořava jest też członkiem grupy teoretyków w Lawrence Berkeley National Laboratory.

## Praca
Hořava jest znany dzięki artykułom o ściankach domenowych Hořavy-Wittena w M-teorii napisanym wraz z Edwardem Wittenem. Te artykuły pokazały, że 10-wymiarowa heterotyczna teoria strun {\displaystyle E_{8}\times E_{8}} może powstać z 11-wymiarowej M-teorii przez dodanie krawędzi do jednego wymiaru (ścianki domenowe). To odkrycie wyraźnie zasugerowało, że wszystkie teorie strun są różnymi granicami jednej wyżej-wymiarowej teorii.
Mniej znane jest odkrycie przez Hořavę D-bran, zwykle przypisywane Dai, Leigh i Polchinskiemu, którzy odkryli je niezależnie, również w 1989.
W 2009 Hořava zaproponował teorię grawitacji, która oddziela przestrzeń od czasu przy wysokich energiach zgadzając się z przewidywaniami ogólnej teorii względności przy niższych energiach.